# Première Division 2024-2025 (Togo)
La Première Division 2024-2025 è stata la 60ª edizione della massima divisione del campionato togolese di calcio. Il campionato è iniziato il 14 dicembre 2024 ed è terminata l'8 giugno 2025. L'ASKO Kara era la squadra campione in carica, avendo vinto il suo nono titolo nazionale nella stagione precedente.
La competizione è stata vinta dall'ASC Kara, al suo secondo campionato vinto.

## Stagione

### Novità
In virtù della riforma del campionato che ha ridotto il numero di squadre partecipanti da 16 a 14, al termine della stagione precedente sono state retrocesse Semassi, Kakadlé, Gbikinti de Bassar e Dynamic Togolais, ultime quattro classificate del campionato. Al loro posto dalla seconda divisione sono state promosse soltanto due squadre: Étoile Lomé e Haknour.

### Formula
Le 14 squadre partecipanti giocano un girone all'italiana con partite di andata e ritorno, per un totale di 26 giornate. Al termine della stagione, la prima classificata è campione del Togo e si qualifica per la CAF Champions League 2025-2026, mentre la seconda classificata si qualifica per la Coppa della Confederazione CAF 2025-2026. Le ultime due classificate vengono invece retrocesse in seconda divisione.

## Squadre partecipanti
| Squadra             | Città          | Stagione precedente      |
| ------------------- | -------------- | ------------------------ |
| ASC Kara            | Kara           | 2° in Première Division  |
| ASKO Kara           | Kara           | Campione di Togo         |
| Barracuda           | Lomé           | 7° in Première Division  |
| Binah               | Kara           | 12° in Première Division |
| Doumbé              | Sansanné-Mango | 11° in Première Division |
| Douanes Lomé        | Lomé           | 3° in Première Division  |
| Entente II          | Lomé           | 6° in Première Division  |
| Espoir de Tsévié    | Lomé           | 10° in Première Division |
| Étoile Lomé         | Lomé           | Seconda divisione        |
| Gbohloé-Su des Lacs | Aného          | 5° in Première Division  |
| Gomido              | Kpalimé        | 4° in Première Division  |
| Haknour             | Bafilo         | Seconda divisione        |
| Tambo               | Lomé           | 8° in Première Division  |
| Unisport            | Sokodé         | 9° in Première Division  |

## Classifica
|                 | Pos. | Squadra             | Pt | G  | V  | N  | P  | GF | GS | DR  |
| --------------- | ---- | ------------------- | -- | -- | -- | -- | -- | -- | -- | --- |
| Togo (bandiera) | 1.   | ASC Kara            | 47 | 26 | 13 | 8  | 5  | 34 | 19 | +15 |
|                 | 2.   | Gbohloé-Su des Lacs | 45 | 26 | 12 | 9  | 5  | 20 | 18 | +2  |
|                 | 3.   | Douanes Lomé        | 42 | 26 | 13 | 3  | 10 | 33 | 24 | +9  |
|                 | 4.   | Entente II          | 42 | 26 | 11 | 9  | 6  | 24 | 20 | +4  |
|                 | 5.   | ASKO Kara           | 41 | 26 | 9  | 14 | 3  | 31 | 21 | +10 |
|                 | 6.   | Gomido              | 35 | 26 | 8  | 11 | 7  | 27 | 20 | +7  |
|                 | 7.   | Espoir de Tsévié    | 35 | 26 | 9  | 8  | 9  | 28 | 23 | +5  |
|                 | 8.   | Unisport            | 35 | 26 | 8  | 11 | 7  | 33 | 29 | +4  |
|                 | 9.   | Tambo               | 32 | 26 | 7  | 11 | 8  | 30 | 28 | +2  |
|                 | 10.  | Binah               | 32 | 26 | 8  | 8  | 10 | 20 | 26 | -6  |
|                 | 11.  | Barracuda           | 30 | 26 | 7  | 9  | 10 | 20 | 17 | +3  |
|                 | 12.  | Haknour             | 28 | 26 | 6  | 10 | 10 | 28 | 36 | -8  |
|                 | 13.  | Étoile Lomé         | 27 | 26 | 6  | 9  | 11 | 23 | 33 | -10 |
|                 | 14.  | Doumbé              | 13 | 26 | 3  | 4  | 19 | 12 | 49 | -37 |

Legenda
      Campione del Togo e ammessa alla CAF Champions League 2025-2026.
      Ammessa alla Coppa della Confederazione CAF 2025-2026.
      Retrocessa in Seconda divisione 2025-2026.
Note:
Tre punti a vittoria, uno a pareggio, zero a sconfitta.